# Atari 2700
Atari 2700, tänkt efterföljare till Ataris TV-spelskonsol Atari 2600. Konsolen skulle innehålla i stort sett samma hårdvara som 2600 enheten men ha ett nytt utseende och trådlösa handkontroller. Konsolen kom aldrig längre än till prototypstadiet då tester visade att handkontrollernas tillförlitlighet var under all kritik.